# Xx
xx — дебютний альбом британського гурту The xx, випущений 17 серпня 2009 року. Запис альбому проходив в 2008—2009 роках на студії XL Studios у Лондоні. Альбом здобув премію Mercury Prize в 2010 році. Також альбом став платиновим у Великій Британії. На пісню Islands з цього альбому співачка Шакіра виконала кавер-версію, котра увійшла в її альбом Sale El Sol.

## Список пісень
Автор музики The xx окрім зазначиних. 
| #   | Назва                               | Тривалість |
| --- | ----------------------------------- | ---------- |
| 1.  | «XX (Intro)»                        | 2:08       |
| 2.  | «VCR»                               | 2:57       |
| 3.  | «Crystalised»                       | 3:22       |
| 4.  | «Islands»                           | 2:41       |
| 5.  | «Heart Skipped a Beat»              | 4:02       |
| 6.  | «Fantasy» (слова Олівера Сіма)      | 2:38       |
| 7.  | «Shelter» (слова Ромі Медлі Крофта) | 4:30       |
| 8.  | «Basic Space»                       | 3:08       |
| 9.  | «Infinity»                          | 5:13       |
| 10. | «Night Time»                        | 3:37       |
| 11. | «Stars»                             | 4:23       |

| Бонус диск | Бонус диск                                                                         | Бонус диск |
| #          | Назва                                                                              | Тривалість |
| ---------- | ---------------------------------------------------------------------------------- | ---------- |
| 1.         | «Teardrops» (написана Сесілом та Ліндою Вомак; кавер-версія пісні Womack & Womack) | 3:54       |
| 2.         | «Do You Mind» (написана Paleface, Kyla;)                                           | 3:42       |
| 3.         | «Hot Like Fire» (написана Міссі Елліот, Тім Мослі;)                                | 3:40       |
| 4.         | «Blood Red Moon» (Sandra D cover)                                                  | 2:19       |
| 5.         | «Insects»                                                                          | 2:33       |

## Сингли
- «Crystalised» (27 квітня 2009)
- «Basic Space» (3 серпня 2009)
- «Islands» (26 жовтня 2009)
- «VCR» (24 січня 2010)